# Gwinn (Míchigan)
Gwinn es un lugar designado por el censo ubicado en el condado de Marquette en el estado estadounidense de Míchigan. En el Censo de 2010 tenía una población de 1917 habitantes y una densidad poblacional de 145,93 personas por km².

## Geografía
Gwinn se encuentra ubicado en las coordenadas 46°17′55″N 87°26′2″O / 46.29861, -87.43389. Según la Oficina del Censo de los Estados Unidos, Gwinn tiene una superficie total de 13.14 km², de la cual 12.74 km² corresponden a tierra firme y (3%) 0.39 km² es agua.

## Demografía
Según el censo de 2010, había 1917 personas residiendo en Gwinn. La densidad de población era de 145,93 hab./km². De los 1917 habitantes, Gwinn estaba compuesto por el 93.69% blancos, el 0.99% eran afroamericanos, el 1.83% eran amerindios, el 0.94% eran asiáticos, el 0% eran isleños del Pacífico, el 0.21% eran de otras razas y el 2.35% pertenecían a dos o más razas. Del total de la población el 1.72% eran hispanos o latinos de cualquier raza.